# Cuillé
Cuillé és un municipi francès situat al departament de Mayenne i a la regió de País del Loira. L'any 2007 tenia 941 habitants.

## Demografia

### Població
El 2007 la població de fet de Cuillé era de 941 persones. Hi havia 374 famílies de les quals 98 eren unipersonals (47 homes vivint sols i 51 dones vivint soles), 118 parelles sense fills, 134 parelles amb fills i 24 famílies monoparentals amb fills.
La població ha evolucionat segons el següent gràfic:
Habitants censats

### Habitatges
El 2007 hi havia 424 habitatges, 378 eren l'habitatge principal de la família, 15 eren segones residències i 31 estaven desocupats. 412 eren cases i 11 eren apartaments. Dels 378 habitatges principals, 276 estaven ocupats pels seus propietaris, 97 estaven llogats i ocupats pels llogaters i 5 estaven cedits a títol gratuït; 2 tenien una cambra, 20 en tenien dues, 64 en tenien tres, 102 en tenien quatre i 191 en tenien cinc o més. 285 habitatges disposaven pel capbaix d'una plaça de pàrquing. A 171 habitatges hi havia un automòbil i a 169 n'hi havia dos o més.

### Piràmide de població
La piràmide de població per edats i sexe el 2009 era:
| Homes | Edats   | Dones |
| ----- | ------- | ----- |
| 0     | 95 o +  | 0     |
| 0     | 90 a 94 | 8     |
| 0     | 85 a 89 | 4     |
| 4     | 80 a 84 | 16    |
| 8     | 75 a 79 | 20    |
| 48    | 70 a 74 | 36    |
| 28    | 65 a 69 | 48    |
| 12    | 60 a 64 | 16    |
| 24    | 55 a 59 | 8     |
| 24    | 50 a 54 | 28    |
| 28    | 45 a 49 | 20    |
| 24    | 40 a 44 | 24    |
| 40    | 35 a 39 | 28    |
| 28    | 30 a 34 | 32    |
| 12    | 25 a 29 | 20    |
| 32    | 20 a 24 | 24    |
| 28    | 15 a 19 | 20    |
| 28    | 10 a 14 | 20    |
| 28    | 5 a 9   | 48    |
| 20    | 0 a 4   | 12    |

## Economia
El 2007 la població en edat de treballar era de 539 persones, 397 eren actives i 142 eren inactives. De les 397 persones actives 378 estaven ocupades (197 homes i 181 dones) i 19 estaven aturades (6 homes i 13 dones). De les 142 persones inactives 57 estaven jubilades, 48 estaven estudiant i 37 estaven classificades com a «altres inactius».

### Ingressos
El 2009 a Cuillé hi havia 382 unitats fiscals que integraven 962 persones, la mediana anual d'ingressos fiscals per persona era de 14.092 €.

### Activitats econòmiques
Dels 39 establiments que hi havia el 2007, 1 era d'una empresa alimentària, 1 d'una empresa de fabricació d'altres productes industrials, 9 d'empreses de construcció, 8 d'empreses de comerç i reparació d'automòbils, 2 d'empreses de transport, 2 d'empreses d'hostatgeria i restauració, 1 d'una empresa financera, 2 d'empreses immobiliàries, 5 d'empreses de serveis, 5 d'entitats de l'administració pública i 3 d'empreses classificades com a «altres activitats de serveis».
Dels 16 establiments de servei als particulars que hi havia el 2009, 1 era una oficina de correu, 1 una oficina bancària, 2 tallers de reparació d'automòbils i de material agrícola, 2 paletes, 5 lampisteries, 1 electricista, 2 perruqueries, 1 restaurant i 1 saló de bellesa.
Dels 2 establiments comercials que hi havia el 2009, 1 era una botiga de menys de 120 m² i 1 una fleca.
L'any 2000 a Cuillé hi havia 73 explotacions agrícoles que ocupaven un total de 1.824 hectàrees.

## Equipaments sanitaris i escolars
L'únic equipament sanitari que hi havia el 2009 era una farmàcia.
El 2009 hi havia 2 escoles elementals.

## Poblacions més properes
El següent diagrama mostra les poblacions més properes.